# Hamid Belkaïm
Hamid Belkaïm (en arabe : حميد بلقايم) est un footballeur international algérien né le 29 septembre 1941 à Chlef et mort le 21 décembre 2012. Il évoluait au poste de milieu de terrain.

## Biographie

### En club
Il évolue en première division algérienne avec son club formateur, l'ASO Chlef, puis il passe quelques années dans des divisions inférieures, avant de terminer sa carrière footballistique avec son club formateur.

### En équipe nationale
Il reçoit deux sélections en équipe d'Algérie en 1972,
- Premier match le 10/1/1972:  Algérie - Yémen du Sud (4-1)
- Dernier match le 12/1/1972:  Irak - Algérie (3-1)
- Nombre de matchs joués: 2